# Strigamia pusilla
Strigamia pusilla är en mångfotingart som först beskrevs av Seliwanoff 1884.  Strigamia pusilla ingår i släktet Strigamia och familjen spoljordkrypare. Inga underarter finns listade i Catalogue of Life.